# نويل وايت
نويل وايت (بالإنجليزية: Noel White)‏ هو لاعب دوري الرغبي أسترالي، ولد في 1923.